# La historia (álbum de Caramelos de Cianuro)
La Historia es un álbum de recopilaciones de la banda de rock alternativo venezolana Caramelos de Cianuro.
Contiene 12 temas de sus álbumes anteriores, más un tema nuevo.

## Lista de canciones
1. Verónica (del álbum Miss Mujerzuela)
2. Sanitarios (del álbum Frisbee)
3. El Martillo (del álbum Harakiri City)
4. Las Estrellas (del álbum Miss Mujerzuela)
5. El Último Polvo (del álbum Frisbee)
6. Canción Suave (Despecho #2) (del álbum Harakiri City)
7. Asunto Sexual (del álbum Miss Mujerzuela)
8. Las Notas (del álbum Frisbee)
9. Harakiri City (del álbum Harakiri City)
10. El Flaco (del álbum Miss Mujerzuela)
11. Retrovisor (del álbum Frisbee)
12. La Llama (del álbum Miss Mujerzuela)
13. Conciencia Sexual (tema inédito, 3:35)

- Datos: Q5966942